# Javier Olivares
José Javier Olivares Conde (né le 7 janvier 1964) est un auteur de bande dessinée et illustrateur espagnol.

## Biographie
En 2015, il reçoit avec son scénariste Santiago García le prix national de la bande dessinée pour l'album Les Ménines.